# Петър Бобчевски
Петър Калчев Бобчевски е български общественик във Варна от края на XIX век.

## Биография
Петър Калчев Бобчевски е роден през 1862 или през ранната 1863 г. Вероятно е син на просветителя Калчо Бобчевски от Килифарево. По майчина линия произхожда от района на Добрич.
Петър Бобчевски започва журналистическа дейност като ревностен поддръжник на Стефан Стамболов. Редактира политическия, литературен и обществен вестник със стамболовистко направление "Гражданин", който Дунавското печатарско дружество в Оряхово издава два пъти седмично в Оряхово, Лом и Видин между 25 юли 1890 и 11 май 1891.
Разочарован от Стамболов, Бобчевски се преселва във Варна и започва енергично борба с режима на страниците "Черно море" – седмичен вестник от периода 1891 – 1904, продължител на в."Гражданин". Във връзка с публицистичната си дейност, Бобчевски е осъден на кратковременен тъмничен затвор за клевета срещу княз Фердинанд и Стефан Стамболов. След вдигане на цензурата през 1892 г. обществено-политическият вестник "Черно море" остава открито враждебен към правителството на Стамболов, а след създаването на съединената легална опозиция, вестникът става неин орган.
Бобчевски е кандидат за депутат от Народната партия и председател на изборна комисия във Варна през 1896 г.
Баща на композитора Венедикт Бобчевски и актьора Любомир Бобчевски.